# Zgrada stare škole u Brckovljanima
Zgrada stare škole (Brckovljani), građevina u mjestu i općini Brckovljani, zaštićeno kulturno dobro.

## Opis
Slobodnostojeća jednokatnica škole podignuta je na povišenom platou u središtu naselja. Pravokutnog je izduženog tlocrta, dužom stranom okrenuta prema ulici, završena četveroslivnim krovištem. Glavno pročelje je oblikovano detaljima arhitektonske plastike jednostavnog historicizma, neorenesanse, s naglašenom središnjom osi s glavnim ulazom u zgradu. Zgrada je sagrađena 1903. g., na mjestu starije škole, kao dvorazredna školska zgrada s dva stana za učitelje.

## Zaštita
Pod oznakom Z-3838 zaveden je kao nepokretno kulturno dobro - pojedinačno, pravna statusa zaštićena kulturnog dobra, klasificirano kao "sakralna graditeljska baština".